# کارلو پرونه (بازیکن فوتبال، زاده ژوئیه ۱۹۶۰)
کارلو پرونه (انگلیسی: Carlo Perrone؛ زادهٔ ۸ ژوئیهٔ ۱۹۶۰) بازیکن فوتبال است.